# Theses.fr
Theses.fr es la dirección url del Fichier central des thèses (FCT), web que almacena el fichero central de las tesis doctorales de las Universidades de Francia. Conocido con las siglas FCT es una base de datos o repositorio con propiedades SHS en la búsqueda. La web fue gestionada por la Universidad de París X Nanterre de 1968 a 2009, y más adelante organizó su mantenimiento la Agencia bibliográfica de la enseñanza superior (hasta en 2011). En ese momento se puso en servicio la aplicación profesional STEP (Búsqueda de las Tesis en preparación).  
80 universidades y centros de doctorado en todas las disciplinas de Francia conectan sus tesis doctorales en preparación a través del sistema STEP. Se puede acceder a estos datos a través de theses.fr, motor de búsqueda de tesis francesas. 